# Tom Tykwer
Tom Tykwer, född 23 maj 1965 i Wuppertal i Nordrhein-Westfalen, är en tysk filmregissör, manusförfattare och producent.
Han regisserade den tyska filmen Spring Lola från 1998. Han har också, på ett eller annat sätt, varit involverad i skapande av musik till många filmer, bland andra de egenregisserade Prinsessan + krigaren (2000) och Parfymen: Berättelsen om en mördare (2006).

## Karriär
Tykwer fascinerades redan i tidig ålder av film. Han började göra Super 8-filmer när han var elva år och senare hjälpte han till på en lokal biograf som visade lite "smalare" filmer, så kallad Arthouse Cinema. Efter gymnasiet sökte han utan framgång till flera filmskolor runtom i Europa, och flyttade sedan till Berlin, där han arbetade som biografmaskinist. 1987 blev han vid 22 års ålder programansvarig vid Moviemento Cinema och blev hos tyska filmregissörer känd som en högt respekterad filmkännare.
I Berlin träffade Tykwer filmskaparen Rosa von Praunheim, som också blev hans vän. Praunheim uppmanade honom att skapa berättelser utifrån sin egen erfarenhet och föreslog att han skulle spela in gräl som han hade med sin dåvarande flickvän och sedan göra en kortfilm av dem. Resultatet blev Because (1990), som visades på och mottogs väl av publiken, vilket gjorde Tykwer sugen på att fortsätta med filmskapandet. Han gjorde en andra kortfilm, Epilog (1992), som skuldsatte honom men som gav honom värdefull erfarenhet av den tekniska delen av filmskapandet.
Tykwers långfilmsdebut var Dödsängeln Maria (1993), som han både regisserade och skrev manus till. Den sändes i tysk TV och visades på ett fåtal biografer i Tyskland och på några av de internationella filmfestivalerna.
1994 grundade Tykwer filmproduktionsbolaget X-Filme Creative Pool tillsammans med Stefan Arndt, Wolfgang Becker och Dani Levy. Tykwer och Becker skrev tillsammans manuset till Life Is All You Get (1997) samtidigt som de arbetade med Tykwers andra långfilm, Winterschläfer (1997), som var en mycket större och mer komplex produktion än Dödsängeln Maria. Winterschläfer fick tyska filmentusiaster och filmfestivaler att uppmärksamma Tykwer, men han hade det svårt ekonomiskt. Han visste att han behövde göra en ny film, och resultatet blev Spring Lola (1998), som blev den mest framgångsrika tyska filmen 1998. Den spelade in 7 miljoner US-dollar på amerikanska biografer, gjorde Tykwer berömd internationellt och gav honom hans riktiga genombrott.
Medan Spring Lola gjorde succé världen över, hade Tykwer redan börjat med sin nästa film, Prinsessan + krigaren (2000), som spelades in i hans hemstad Wuppertal. Han hade samtidigt inlett en relation med Franka Potente, huvudrollsinnehavaren i Spring Lola, och hon var även med i Prinsessan + krigaren. Filmen handlar om en kärlekshistoria mellan en sjuksköterska och en före detta soldat.
Miramax producerade hans nästa film, Heaven (2002), som baserades på ett manus av den bortgångne polske filmaren Krzysztof Kieślowski. Filmen spelades in med engelsk dialog och hade Cate Blanchett och Giovanni Ribisi i huvudrollerna; inspelningsplatser för filmen var bland annat Turin och Toscana i Italien.
Efter Heaven kände Tykwer sig utarbetad och kunde inte uppbringa någon kreativitet; dessutom hade han personliga problem efter separationen från Franka Potente. Han kontaktades av franska filmproducenter som ville att han skulle spela in ett kortfilmsbidrag till episodfilmen Paris, je t'aime (2006). Filmen består av 20 kortfilmer av flera berömda regissörer (förutom Tykwer bland andra Bröderna Coen, Alfonso Cuarón, Wes Craven och Isabel Coixet) som alla på sitt sätt gestaltar kärlek i Paris. Tykwers 10-minutersfilm, med Natalie Portman och Melchior Belson i huvudrollerna, fick namnet True (2004). Han spelade in filmen snabbt, nästan helt utan förberedelser, och resultatet blev ett litet mästerverk om vilket Tykwer senare sa: "Den symboliserar ett helt liv för mig, på bara tio minuter".
Tykwer filmatiserade sedan den tyske författaren Patrick Süskinds roman Parfymen - berättelsen om en mördare. Filmen, med titeln Parfymen: Berättelsen om en mördare (2006), spelades in i Spanien (Barcelona får i filmen föreställa 1700-talets Paris), Frankrike, Tyskland, USA och Spanien. Parfymen: Berättelsen om en mördare är, åtminstone fram till och med år 2006, den dyraste tyska filmen någonsin och var en samproduktion mellan Tyskland, Frankrike och Spanien.
Tykwers sjunde långfilm, The International (2009), spelades in i Tyskland, Turkiet, Italien och USA och i rollerna finns bland andra Clive Owen och Naomi Watts.
Efter storfilmen The International valde Tykwer att återvända till Tyskland och för första gången sedan Prinsessan + krigaren kom han år 2000 att göra film på tyska igen. Det lågmälda relationsdramat Tre (2010) utspelar sig i Berlin och kretsar kring ett triangeldrama gestaltat av Sophie Rois, Sebastian Schipper och Devid Striesow.

## Filmografi

### Regissör
- 1990 – Because (kortfilm)
- 1992 – Epilog (kortfilm)
- 1993 – Dödsängeln Maria
- 1997 – Winterschläfer
- 1998 – Spring Lola
- 2000 – Prinsessan + krigaren
- 2002 – Heaven
- 2004 – True (Tykwers kortfilmsbidrag till episodfilmen Paris, je t'aime (2006)
- 2006 – Parfymen: Berättelsen om en mördare
- 2009 – The International
- 2010 – Tre
- 2012 – Cloud Atlas (tillsammans med Syskonen Wachowski)
- 2015 – Sense8 (Netflix-serie) (tillsammans med Syskonen Wachowski, J. Michael Straczynski, James McTeigue, Dan Glass)
- 2016 – Kungens hologram
- 2017 – Babylon Berlin (TV-serie) (tillsammans med  Achim von Borries, Henk Handloegten)